# Morgan Tsvangirai
Morgan Richard Tsvangirai (født 10. marts 1952 i Gutu i Masvingo provinsen, død 14. februar 2018 i Johannesburg) var en zimbabwisk politiker, der som leder af partiet Movement for Democratic Change 11. februar 2009 blev udnævnt til premierminister i landet, efter at hans parti i årevis var blevet holdt uden for indflydelse af præsident Robert Mugabe, hvis hovedmodstander han var ved præsidentvalgene i både 2002 og 2008.
Tsavangirai var i 1990'erne leder af den zimbabwiske fagbevægelselses landsorganisation ZCTU, som Movement for Democratic Change udspringer af. Partiet blev dannet i 1999 og Tsvangirai var spidskandidat ved dets første valg i 2002. Valget bar præg af voldsomme angreb mod oppositionen samt valgfusk. De internationale valgobservatører fordømte valget, som de opfattede som ufrit. Særligt observatørerne fra USA og Europa var kritiske.
Tsvangirai blev flere gange arresteret for sin politiske aktivitet, bl.a. 11. marts 2007, hvor han blev anholdt i forbindelse med en regeringskritisk demonstration og derefter tortureret af politiet, og 23. januar 2008 hvor politiet forsøgte at hindre ham i at gennemføre et politisk møde.
Tsvangirai vandt første runde af præsidentvalget i 2008, men trak sig fra anden valgrunde for at forhindre yderligere vold og overgreb mod sine tilhængere fra sikkerhedsstyrkerne. Han indgik efter valget i en samlingsregering med Mugabes ZANU-PF, hvor han blev premierminister. I 2013 tabte han præsidentvalget til Robert Mugabe og vendte tilbage til rollen som oppositionsleder.
I sine sidste leveår var Tsvangirai angrebet af tyktarmskræft og stærkt svækket, men fortsatte som leder af sit parti.
Tsvangirai tilhørte ligesom hovedparten af Zimbabwes befolkning shona-folket.